# Normy przekładowe
Normy przekładowe – pojęcie wprowadzone do traduktologii w latach siedemdziesiątych XX wieku przez Gideona Toury’ego, izraelskiego badacza przekładu i kulturoznawcę, profesora związanego z Uniwersytetem Telawiwskim. Oznacza ono prawidłowości, które można zaobserwować w wyborach dokonywanych przez tłumaczy w określonym kontekście społeczno-historycznym. Dzięki pojęciu norm można więc opisać prawidłowości zachowania tłumacza w określonej sytuacji społeczno-kulturowej. Podkreśla ono także wpływ kultury na końcowy efekt tłumaczenia. Kultura bowiem, według Toury’ego, określa to, co jest dopuszczalne i akceptowalne w danym środowisku, a tym samym wpływa na strategie tłumaczeniowe. Wbrew temu, co sugeruje nazwa, normy przekładowe są kategorią analizy opisowej, a nie, jak mogłoby się wydawać, normatywnym zestawem opcji.

## Geneza pojęcia
Pojęcie norm przekładowych krystalizowało się przede wszystkim w trzech książkach Toury’ego. Pierwszą z nich była rozprawa doktorska z 1977 roku Translational Norms and Literary Translation into Hebrew, 1930-1945, której zalążkiem był referat wygłoszony na historycznej już konferencji tłumaczeniowej w 1976 w Leuven (Belgia). W drugiej książce In Search of Theory of Translation (1980) badacz wyodrębnił normy przekładowe w oparciu o teorię polisystemu, opracowaną przez Itamara Ewen-Zohara. Piętnaście lat później, w publikacji Descriptive Translation Studies and Beyond (1995), rozwinął myśli z poprzedniej książki, a także opisał teoretyczne i praktyczne zastosowanie opisowych badań przekładu w traduktologii (ang. Descriptive Translation Studies – DTS). Badacz odrzucał z góry sformułowane twierdzenia, czym jest przekład, jaki powinien być oraz co powinno łączyć go z tekstem oryginalnym. Obstawał zaś za analizowaniem i badaniem wszelkich kwestii związanych z tłumaczeniem.

## Trójdzielny model Toury’ego
1. Kompetencja (ang. competence) to poziom opisu pozwalający teoretykowi sporządzić listę możliwości dostępnych dla tłumacza w określonym kontekście – that which can be (to co może być);
2. Normy (ang. norms) to opcje, które regularnie wybierają tłumacze w określonym kontekście społeczno-historycznym – that which is typical (to co jest typowe);
3. Wykonanie (ang. performance) dotyczy podzbioru opcji rzeczywiście wybieranych przez tłumacza – that which is (to co jest).

## Istota pojęcia
Normy są, obok kompetencji i wykonania, jednym z elementów trójdzielnego modelu Toury’ego. Zdaniem badacza (1995) tłumaczenie to proces podejmowania decyzji, zaś bycie tłumaczem to odgrywanie społecznej roli, a nie tylko przekładanie fraz i zdań z jednego języka na drugi. Tłumacz spełnia zatem funkcję wyszczególnioną przez społeczność, i musi robić to w taki sposób, jaki uważany jest przez nią za odpowiedni. Dzieje się to zgodnie z zestawem norm określających, co jest stosownym zachowaniem tłumacza w danej wspólnocie.
Normy zachowania tłumacza są formułowane na podstawie badania korpusu autentycznych przekładów i wychwytywania stałych wzorów, w tym rodzajów strategii zwykle wybieranych przez tłumaczy uwzględnionych w korpusie.
Normy przekładowe mogą być badane z wykorzystaniem dwóch zasadniczych źródeł – tekstowych (przełożonych tekstów) oraz nadtekstowych (ang. extratextual sources) czyli teoretycznych i krytycznych opracowań przekładu jako takiego lub konkretnego przekładu.

## Siła norm
Ograniczenia społeczno-kulturowe leżą wzdłuż continuum – od bezwzględnych zasad (ang. absolute rules) do cech (czysto) dowolnych (ang. pure idiosyncrasies). Normy znajdują się pośrodku tych dwóch ekstremów. Pod tym kątem normy pociągają za sobą sankcje (rzeczywiste lub potencjalne, pozytywne i negatywne).
Same normy również tworzą stopniowe continuum, w którym niektóre są silniejsze, bardziej podobne do zasad, inne zaś słabsze, zmierzające ku specyficznym cechom (ta gradacja różni się w obrębie danej kultury).

## Rodzaje norm przekładowych
Toury wyróżnił trzy rodzaje norm przekładowych:
1. Normy początkowe (ang. initial norms) – obejmują podstawowy wybór między dostosowaniem się do norm realizowanych w tekście źródłowym (odzwierciedlających normy językowe i kulturowe), a dostosowaniem się do norm dominujących w docelowej kulturze i w docelowym języku. Przestrzeganie norm tekstów źródłowych wyznacza adekwatność (ang. adequacy) przekładu, zaś poddanie się normom kultury docelowej determinuje akceptowalność (ang. acceptability) przekładu w danej kulturze.
2. Normy wstępne (ang. preliminary norms) – dotyczą istnienia i natury zasad przekładowych (jeżeli chodzi o wybór danych typów tekstu do przekładu, konkretnych autorów czy języków, z których chcemy tłumaczyć), a także bezpośredniości przekładu, to jest tolerancji lub nietolerancji konkretnego społeczeństwa w stosunku do przekładu niebezpośredniego (nie z języka oryginału).
3. Normy operacyjne (ang. operational norms) – dotyczą decyzji podejmowanych przez tłumacza w trakcie powstawania przekładu. Dzielą się na:
- Normy matrycowe (ang. matrical norms) – związane z konstrukcją tekstu jako całości;
- Normy tekstowo-językowe (ang. textual-linguistic norms) – wybór rozwiązań językowych w tekście docelowym.

## Recepcja
Koncept norm tłumaczeniowych był szczególnie popularny w latach osiemdziesiątych i dziewięćdziesiątych XX wieku. Zgodnie z dotychczasowym tradycyjnym podejściem porównywano tekst źródłowy z tłumaczeniem w oderwaniu od kontekstów, w których powstał zarówno oryginał, jak i przekład. Teoria polisystemu i zainspirowane nią normy Toury’ego wyznaczyły nowe kierunki badawcze i wywarły wpływ na dalsze badania przekładoznawcze. Wiele z prac nawiązujących do norm Toury’ego można odnaleźć, na przykład, w międzynarodowym czasopiśmie traduktologicznym Target, International Journal of Translation Studies, publikowanym od roku 1989, którego redaktorem naczelnym był Toury.
Normy przekładowe Toury’ego stały się impulsem do własnych badań dla takich badaczy jak Andrew Chesterman (1993), Theo Hermans (1991, 1993, 1996), Christiane Nord (1991, 1997). Rozróżniali oni normy od konwencji i normy kształtujące (ang. constitutive norms) od norm regulujących (ang. regulatory norms). Ponadto Chesterman (1993) próbował udoskonalić pojęcie norm Toury’ego. Wprowadził rozróżnienie między normami specjalistycznymi (ang. professional norms) i normami oczekiwanymi (ang. expectancy norms). Normami zajmowała się też niemiecka badaczka Christina Schäffner (1999).

## Wpływ na traduktologię
- odrzucenie pojęcia korespondencji jeden do jednego, a także możliwości istnienia literackiej/językowej ekwiwalencji (taka ekwiwalencja jest możliwa co najwyżej jako dzieło przypadku)
- zaangażowanie literackich tendencji w obrębie docelowego systemu kulturowego podczas tworzenia jakiegokolwiek przekładu
- podważenie pojęcia komunikatu “pierwotnego” czy też “oryginalnego” jako przekazu mającego odrębną i niezmienną naturę
- wplecenie tekstu oryginalnego oraz tekstu przetłumaczonego w semiotyczną sieć przecinających się systemów kulturowych[14]

## Wykorzystanie w szkoleniu tłumaczy
Pojęcie norm było także ważnym krokiem do usprawnienia szkolenia tłumaczy. Praktykanci  mogą być proszeni o przetłumaczenie jednego tekstu kilka razy, zgodnie z różnymi normami. Ewentualne negatywne oceny wystawione przez instruktorów mogą być przekazywane w formie przewidywań (płynących z doświadczenia), że dane tłumaczenie nie wpisuje się w normy właściwe dla określonego rodzaju tekstów lub sytuacji komunikacyjnych.